# El Canal Vell
El Canal Vell és una zona humida del Delta de l'Ebre. Amb més de 235 ha, és la llacuna més gran de l'hemidelta nord. Fins als anys 70 havia estat la més gran de tot el delta, però l'explotació intensa dels arrossars dels voltants i la construcció de canals de circumval·lació van fer perdre extensió a l'espai. De les tres cubetes que hi havia inicialment només en resten dues: l'Estella i l'Illot. L'entrada d'aigua dolça es fa per tres desguassos, mentre que l'aigua marina hi arriba per dos.
La vegetació helofítica s'ha recuperat notablement aquests darrers anys, sobretot al sector nord-oest, des de la zona de l'Escarabat fins ben a prop del Trastellador. Està constituïda per canyissar amb boga (Typha sp.), jonca marina (Scirpus maritimus) i tamariu (Tamarix gallica). La llacuna, considerada hàbitat d'interès comunitari prioritari (codi 1150) està entapissada en un 90% per macròfits, destacant (Potamogeton pectinatus) i Ruppia cirrhosa (hàbitat d'interès comunitari, codi 3150).
Pel que fa a la fauna, les espècies de peixos més significatives que s'hi troben són el fartet (Aphanius iberus) i l'anguila (Anguilla anguilla). Quant als rèptils, hi ha una població de tortuga d'estany (Emys orbicularis) que és objecte d'un projecte de reforç poblacional. Pel que fa als ocells, és un important lloc de pas per a passeriformes de canyissar. Les campanyes científiques que s'hi desenvolupen des del 1992, en el marc de l'Estació Biològica, han permès avaluar-ne les poblacions i ús del medi per part de les diferents espècies. Per altra banda, aquesta zona també té interès com a punt d'hivernada per anàtids, fotges (Fulica atra), flamencs (Phoenicopterus ruber), el capó reial (Plegadis flacinellus), ardèids com el bitó (Botaurus stellaris) i l'agró blanc (Egretta alba), el blauet (Alcedo atthis) i passeriformes com la cotxa blava (Luscinia svecica) o el repicatalons (Emberiza schoeniclus). Pel que fa als ocells nidificants, s'hi ha citat el martinet menut (Ixobrychus minutus), l'agró roig (Ardea purpurea), el martinet ros (Ardeola ralloides), el martinet blanc (Egretta garzetta), el cames-llargues (Himantopus himantopus), el fumarell carablanc (Chlidonias hybridus) i passeriformes com el balquer (Acrocephalus arundinaceus), la boscarla de canyar (A. Scirpaceus), el boscaler (Locustella luscinioides) o el trist (Cisticola juncidis).
A la llacuna de Canal Vell, de propietat privada, s'hi localitza la ja mencionada Estació Biològica de Canal Vell. Es tracta d'una instal·lació del Parc Natural del Delta de l'Ebre, creada l'any 1986, on s'hi porten a terme activitats de rehabilitació de fauna salvatge, recerca específica i programes d'educació ambiental.
La totalitat de l'espai forma part del Parc Natural de Delta de l'Ebre. També s'inclou dins l'espai del PEIN "Delta de l'Ebre" i de la Xarxa Natura 2000 ES0000020 "Delta de l'Ebre". A més, hi ha una quarta figura de protecció, ja que un petit sector de l'extrem nord-oest és considerat Reserva natural de fauna salvatge de l'Estació Biològica del Canal Vell.